# 张际文
张际文（1964年3月—），男，汉族，山东鄄城人，中华人民共和国政治人物。曾任海关总署副署长、党委委员，2022年10月，出任中央纪委国家监委驻中央外办纪检监察组组长。中国共产党第二十届中央纪律检查委员会委员。